# Суйхуа
Суйхуа (кит. спр. 绥化市, піньїнь: Suíhuà Shì) — місто-округ в східнокитайській провінції Хейлунцзян.

## Географія
Суйхуа розташовується у центральній частині провінції.

### Клімат
Місто знаходиться у зоні, котра характеризується вологим континентальним кліматом зі спекотним літом. Найтепліший місяць — липень із середньою температурою 22.3 °C (72.1 °F). Найхолодніший місяць — січень, із середньою температурою -20.5 °С (-4.9 °F).
| Клімат Суйхуа           | Клімат Суйхуа | Клімат Суйхуа | Клімат Суйхуа | Клімат Суйхуа | Клімат Суйхуа | Клімат Суйхуа | Клімат Суйхуа | Клімат Суйхуа | Клімат Суйхуа | Клімат Суйхуа | Клімат Суйхуа | Клімат Суйхуа | Клімат Суйхуа |
| Показник                | Січ.          | Лют.          | Бер.          | Квіт.         | Трав.         | Черв.         | Лип.          | Серп.         | Вер.          | Жовт.         | Лист.         | Груд.         | Рік           |
| Середня температура, °C | −20,5         | −16,4         | −5,5          | 5,8           | 13,6          | 19,5          | 22,3          | 20,5          | 13,7          | 4,7           | −7,1          | −17,1         | 2,8           |
| Норма опадів, мм        | 2.6           | 3.8           | 8.2           | 22.7          | 42.8          | 86.4          | 152.5         | 122           | 63.9          | 23.3          | 7.5           | 4.3           | 540           |
| Днів з опадами          | 5             | 4,9           | 5             | 6,4           | 10,4          | 13,1          | 15,3          | 13,9          | 11,6          | 7,3           | 5,8           | 6,3           | 105           |
| Вологість повітря, %    | 72.7          | 68.9          | 57.8          | 49.4          | 50.1          | 64.1          | 76.6          | 77.8          | 70.1          | 61.7          | 67.2          | 72.8          | 65.8          |
| ----------------------- | ------------- | ------------- | ------------- | ------------- | ------------- | ------------- | ------------- | ------------- | ------------- | ------------- | ------------- | ------------- | ------------- |
| Джерело: Weatherbase    |               |               |               |               |               |               |               |               |               |               |               |               |               |

## Адміністративний поділ
Префектура поділяється на 1 район, 3 міста та 6 повітів:
| Карта                                                                    | Карта   | Карта    | Карта            |
| ------------------------------------------------------------------------ | ------- | -------- | ---------------- |
| Аньда Чжаодун Міншуй Цінган Ланьсі Ванкуй Бейлінь Хайлунь Суйлін Цін'ань |         |          |                  |
| Статус                                                                   | Назва   | Оригінал | Населення (2020) |
| Район                                                                    | Бейлінь | 北林区   | 698 025          |
| Місто                                                                    | Аньда   | 安达市   | 357 535          |
| Місто                                                                    | Хайлунь | 海伦市   | 480 216          |
| Місто                                                                    | Чжаодун | 肇东市   | 666 532          |
| Повіт                                                                    | Ванкуй  | 望奎县   | 286 848          |
| Повіт                                                                    | Ланьсі  | 兰西县   | 308 684          |
| Повіт                                                                    | Міншуй  | 明水县   | 198 271          |
| Повіт                                                                    | Суйлін  | 绥棱县   | 211 907          |
| Повіт                                                                    | Цін'ань | 庆安县   | 260 592          |
| Повіт                                                                    | Цінган  | 青冈县   | 287 557          |